# 宋文洲
宋文洲（そう ぶんしゅう、Song Wen-Zhou、1963年6月25日 - ）は、中国・山東省出身の実業家、経営コンサルタント、経済評論家。ソフトブレーン株式会社創業者。

## 経歴
1963年生まれ。中国山東省栄成市出身で中国国籍。1985年7月中国東北大学工学部卒業。1985年9月中国国費留学生として来日、1986年4月北海道大学大学院に入学。1990年3月北海道大学大学院工学研究科博士課程修了（資源工学専攻岩石力学講座）。1991年3月「2点法によるトンネルライニングの応力測定法に関する研究」により博士号を取得。
北海道大学大学院を修了した宋は、天安門事件を嫌いそのまま北海道に住み続けた。札幌市内の会社に就職したものの、3か月で倒産してしまう。就職した会社が倒産して職を失った為、自身が大学時代に開発した土木解析ソフトの販売を始める。この解析ソフトは、当時スーパーコンピューターを使用して行なわれていた解析作業をパソコンで出来るように改良したソフトで、ゼネコンや建設コンサルタントを中心に売れた。この時に得た資金を元にして札幌市内でソフトブレーン社を1992年6月に設立すると共に、後に組織的営業を支援するソフトの開発とコンサルティング業務を事業化。ソフトブレーンが開発したソフトは「プロセスマネジメント」と呼ばれる管理手法に基づいて設計されている。
ソフトブレーンはこの営業支援ソフトで急成長を遂げ、2000年12月に東証マザーズに上場を果たし、宋は成人後に来日した外国人として上場を果たした最初の人となった。2004年6月に東証二部、2005年6月に東証一部へ市場変更した。宋は「創業者はいつまでも経営すべきではない」「経営者の流動性は必要だ」との考えを示し、一部上場を果たした後に代表権を社長に譲り取締役会長に退いた。2006年8月31日には取締役からも退き、現在は引退している。その後中国に帰国。以降も東京に居住し、日本、アメリカ合衆国、中国の3国で活動し、2022年2月には日中国交正常化50周年のために1年間限定で創設された在大阪中華人民共和国総領事館広報アドバイザーに就任。2023年再任。

## 発言

### 尖閣諸島
- 2013年2月17日に日本テレビの番組「真相報道 バンキシャ!」にコメンテーターとしてゲスト出演した際、2日前に起きた2013年チェリャビンスク州の隕石落下を伝えるニュースの中で、「尖閣に落ちて島がなくなれば、領土問題がなくなり、日中友好に戻れる」といった趣旨の発言をし、約20分後に女性アナウンサーが「スタジオで不適切な発言がありました」と謝罪した[9]。この件について後日、自身のメルマガにおいて、「私の発言趣旨への歪曲に対して私は断固として反対し、その歪曲に基づく批判も一切拒否します。また、平和を真摯に願う話を政治化した上、謝罪の強要は言論の自由を保障する日本の法律に違反していると考えます」と反論した上で、「日本テレビさんが私の了解もなしに「不適切」と釈明した」のはクレーム対応であって、例え方が下手だったとしても発言自体は日中友好を願ったものであり、法律的、人権的に不適切なところはなかったと述べている[10]。
- 尖閣諸島問題に関して、2013年4月15日の環球時報のコラムにおいて「尖閣諸島は元々台湾に属しており、台湾が中国のものであるから尖閣も中国のものであり、よって（中国に）返還されなければならない」という論法で尖閣諸島における日本の領有権を否定する立場を明らかにしている。また、同コラムでは「（国共内戦さえなければ、）中国は戦勝国として軍を派遣し、米軍と一緒に沖縄と九州を占領する資格があったので、今さら小さな無人島（尖閣諸島）の問題でもつれ合うこともなかった（中国作为战胜国，本来有资格占领冲绳，派兵和美军一起占领日本九州的，没有必要为一个小小的无人岛纠结）」という見解も述べている[11]。

### 歴史認識
- 日中戦争を美化（侵略性を否定）したり、南京事件を否定したりする日本の政治家や公人に対して、中国への入国や中国側要人との接触を禁止したり、香港やマカオも含めた金融機関の口座凍結等の金融制裁を科す、といった内容の「侵略戦争支持罪」なる法律の制定を提案している[12][13]。

## 書籍

### 単著
- 『やっぱり変だよ日本の営業』（2002年4月8日、日経BP企画）ISBN 9784931466654
  - 『やっぱり変だよ日本の営業』（2009年3月1日、日本経済新聞出版社 日経ビジネス人文庫）ISBN 9784532194871
  - 『やっぱり変だよ日本の営業 新版』（2014年4月12日、ダイヤモンド社）ISBN 9784478083505
- 『ニッポン型上司が会社を滅ぼす！』（2004年11月30日、サンマーク出版）ISBN 9784763196156
  - 『ニッポン型上司が会社を滅ぼす！』（2008年9月10日、文藝春秋 文春文庫）ISBN 9784167753078
- 『ダメな会社ほど社員をコキ使う』（2005年3月31日、徳間書店）ISBN 9784198619930
- 『もっと怒れ！日本のビジネスマン やっぱり変だよ日本の会社』（2005年6月10日、イースト・プレス）ISBN 9784872575101
- 『ここが変だよ 日本の管理職』（2005年7月7日、東洋経済新報社）ISBN 9784492531945
  - 『ここが変だよ 日本の管理職』（2010年2月1日、祥伝社）ISBN 9784396315047
- 『努力しているヒマはない！ 新しい時代の生き方、働き方』（2005年12月26日、学習研究社）ISBN 9784054029392
- 『これしかないよ日本の人事』（2006年1月25日、ビジネス社）ISBN 9784828412450
- 『コトバノチカラ ビジネスの見方が変わる故事成語』（2006年5月10日、明治書院）ISBN 9784625683589
- 『うまい逃げ方 人生、できることだけやればいい！』（2006年7月7日、経済界）ISBN 9784766783636
- 『仕事ができない人は話も長い』（2006年10月30日、日経BP企画）ISBN 9784861302190
- 『宋文洲の傍目八目』（2007年4月13日、日経BP出版センター）ISBN 9784822245801
- 『宋文洲の単刀直入 平成日本を斬る！』（2007年8月1日、日本経済新聞出版社 日経ビジネス人文庫）ISBN 9784532194086
- 『営業PM手帳2008』（2007年10月1日、ダイヤモンド社）ISBN 9784478082706
  - 『営業PM手帳』（2008年10月4日、ダイヤモンド社）ISBN 9784478082829
- 『社員のモチベーションは上げるな！』（2009年7月24日、幻冬舎）ISBN 9784344017115
- 『人が辞めない会社はヤバイ！ 弱った会社を改善する47のポイント』（2009年7月27日、ベストセラーズ）ISBN 9784584131763
- 『「厚顔」のススメ 中国5大古典と漢字に学ぶ逆転の発想術』（2009年8月5日、小学館 小学館101新書）ISBN 9784098250448
- 『仕事ができる人は「負け方」がうまい』（2009年9月10日、角川学芸出版）ISBN 9784046214874
- 『社員は育てなくていい！「会社の壁」を破る』（2009年11月1日、イースト・プレス）ISBN 9784781603032
- 『宋文洲が語るここが変だよ日本の会社 リーダーになる人が考えておくべきこと』（2009年12月11日、PHP研究所）ISBN 9784569775982
- 『中国人の金儲け、日本人の金儲けここが大違い！ 田原総一朗責任編集2時間でいまがわかる！』（2010年3月1日、アスコム）ISBN 9784776205951
- 『「きれいごと」を言い合っても世の中は変わらない』（2011年2月1日、生産性出版）ISBN 9784820119685
- 『華僑流おカネと人生の管理術』（2011年5月20日、朝日新聞出版）ISBN 9784023309357
- 『人生を面白くする！仕事ハッケン術』（協力:NHK「仕事ハッケン伝」制作班）（2012年5月25日、主婦と生活社）ISBN 9784391141535
- 『宋文洲猛語録 「チャンス」はいつも「困難」のフリをしてやってくる』（2012年9月1日、ダイヤモンド社）ISBN 9784478083208
- 『英語だけできる残念な人々 日本人だけが知らない「世界基準」の仕事術』（2013年4月1日、KADOKAWA）ISBN 9784046027955
  - 『英語だけできる残念な人々 日本人だけが知らない「世界基準」の仕事術』（2013年4月25日、中経出版）ISBN 9784806147107
- 『日中のはざまに生きて思う』（2016年2月9日、日経BP）ISBN 978-4822279691

### 共著
- 『人材いらずの営業戦略 儲かる企業は「しくみ」が違う』（著者:宋文洲 工藤龍矢）（2006年5月29日、日本実業出版社）ISBN 9784534040770
- 『営業の思想 なぜ毎日「日報」を書くのですか？』（著者:宋文洲 ほか、編集:プレジデント編集部）（2007年3月6日、プレジデント社 PRESIDENT BOOKS）ISBN 9784833450294
- 『どうした、日本 中川昭一と宋文洲の不愉快な対話』（著者:宋文洲 中川昭一）（2008年4月17日、ダイヤモンド社）ISBN 9784478082683
- 『君は今のままで中国人と互角に仕事ができるか？ さらに図太く、斬新に働く法』（著者:宋文洲 田原総一朗）（2014年3月14日、三笠書房）ISBN 9784837925361

### 監修
- 『ソフトブレーン式 最強の営業組織構築の手順書 プロセスマネージメントの基本からWebマーケティングまで』（著者:工藤龍矢、責任監修:宋文洲）（2007年3月28日、中経出版）ISBN 9784806126775

### 関連書籍
- 『宋文洲直伝 売れる組織』（著者:小松弘明）（2008年9月1日、日経BP社）ISBN 9784822246754

## 出演

### テレビ番組
- 世直しバラエティー カンゴロンゴ（NHK総合テレビ）
- 爆笑問題のニッポンの教養（NHK総合テレビ）
- 仕事ハッケン伝（NHK総合テレビ）
- セカイでニホンGO!（NHK総合テレビ）
- 真相報道 バンキシャ!（日本テレビ）
- たかじんのそこまで言って委員会（読売テレビ）
- 新報道2001（フジテレビ）
- Mr.サンデー（フジテレビ・関西テレビ）
- なかよしテレビ（フジテレビ）
- 朝まで生テレビ!（テレビ朝日）
- BSフジLIVE プライムニュース（BSフジ）
- 日経スペシャル カンブリア宮殿 （テレビ東京）
  - 「目覚めよ！ニッポンの営業マン」（2006年10月9日）[14]
  - 「カンブリア宮殿 大忘年会 もう貧乏はイヤだ！ 狙うぞ、一発逆転スペシャル」（2010年12月31日）[15]

### ラジオ
- 田原総一朗 オフレコ!スペシャル（文化放送・ニコニコ生放送）
- ザ・ボイス そこまで言うか!（ニッポン放送、2016年6月13日）